# Steve Wooddin
Steven Wooddin dit Steve Wooddin (né le 16 janvier 1955 en Angleterre) est un footballeur néo-zélandais des années 1970 et 1980.  

## Biographie
En tant qu'attaquant, Steve Wooddin est international néo-zélandais à 24 reprises (1980–1984), marquant 11 buts. Il participe à la Coupe du monde de football de 1982, en Espagne, où il joue tous les matchs et inscrit un but à la 64e minute contre l'Écosse. La Nouvelle-Zélande est éliminée au premier tour.
Il joue pour deux clubs néo-zélandais (Dunedin City et Christchurch United AFC) et un club australien (South Melbourne FC) avec qui il remporte la Ampol Cup en 1982.

## Clubs
- 1974-1975 :  Tranmere Rovers
- 1977–1980 :  Dunedin City
- 1981–1983 :  South Melbourne FC
- 1984-1985 :  Christchurch United AFC
- 1987-1989 :  Christchurch Technical

## Palmarès
- Championnat d'Australie de football
  - Vice-champion en 1981
- Coupe de Nouvelle-Zélande de football
  - Finaliste en 1980